# Mystriophis
Mystriophis is een geslacht van straalvinnige vissen uit de familie van slangalen (Ophichthidae).

## Soorten
- Mystriophis crosnieri Blache, 1971
- Mystriophis rostellatus Richardson, 1848